# Johann Schreiber (Politiker, 1881)
Johann Adam Schreiber (* 22. August 1881 in Mainz-Kostheim; † 12. Februar 1935 in Mainz) war ein hessischer Politiker (DDP) und Abgeordneter im Landtag des Volksstaates Hessen.

## Familie
Johann Schreiber war der Sohn des Lehrers Heinrich Joseph Schreiber und seiner Frau Anna Maria, geborene Leydecker. Johann Schreiber war katholisch. Er heiratete Hedwig Kammermeier.

## Ausbildung und Beruf
Johann Schreiber studierte nach dem Abitur Rechtswissenschaften in Würzburg, München und Gießen. Er war Mitglied der katholischen Studentenverbindungen KDStV Markomannia Würzburg, KDStV Rheno-Franconia München und VKDSt Hasso-Rhenania Gießen. 1908 wurde er Rechtsanwalt in Ober-Ingelheim. 1923 wurde er Oberamtsrichter in Bad Vilbel.

## Politik
Johann Schreiber war Mitglied der Deutschen Demokratischen Partei (bzw. ab 1930 der Deutschen Staatspartei) und für diese zwischen 1919 und 1921 sowie zwischen 1923 und 1932 insgesamt 5 Wahlperioden lang im Landtag. 1923 rückte er für Philipp Obenauer in den Landtag nach.